# Булінь

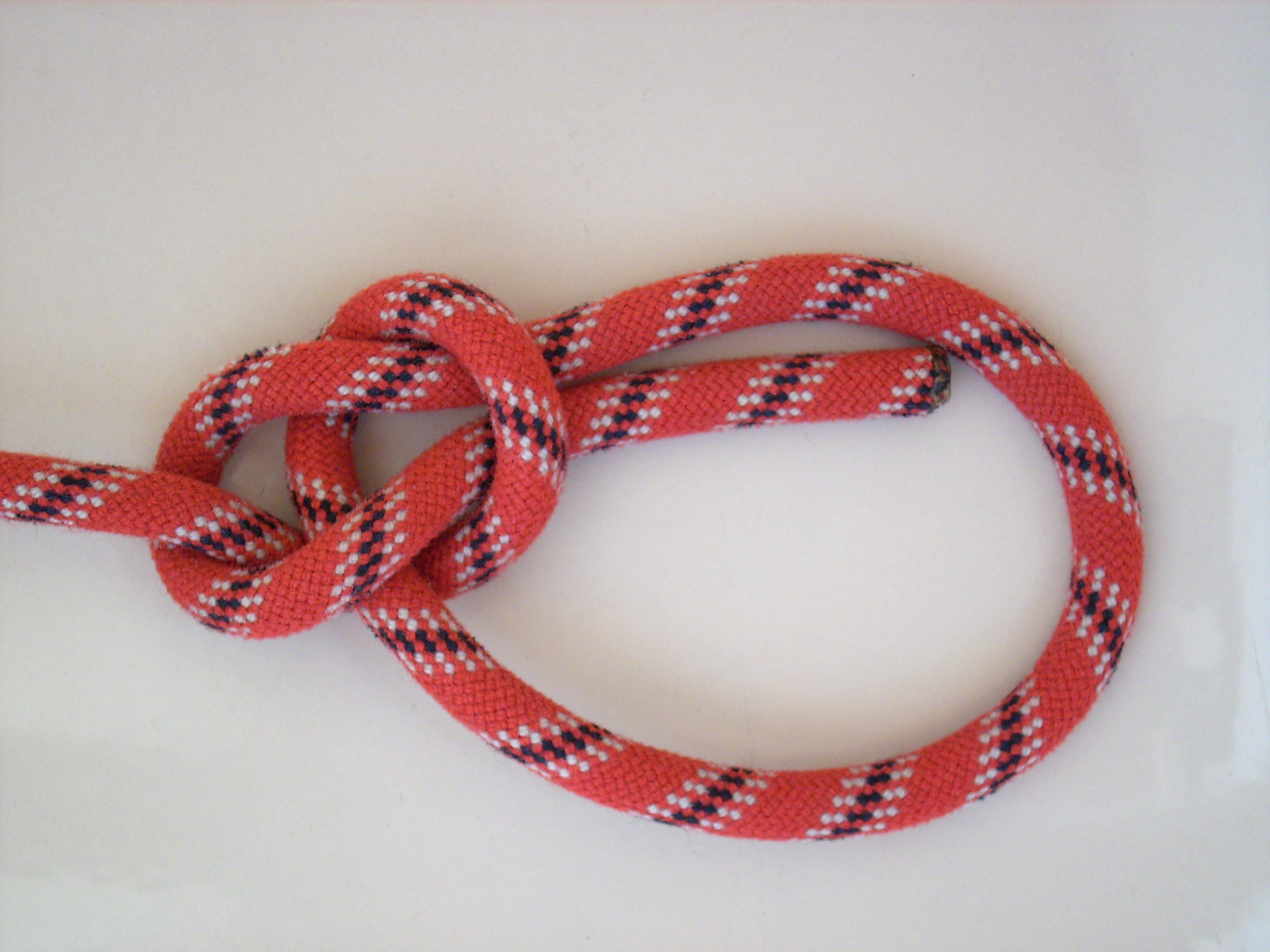
Булінь.

Булі́нь (англ. bowline — «носова мотузка») — один з основних і найбільш стародавніх вузлів загального застосування. Іноді називають «королем вузлів» за простоту, універсальність застосування і відсутність явних недоліків.
За археологічними свідченнями, булінь був відомий стародавнім єгиптянам і фінікійцям вже 5000 років тому. Словом «булінь» (bow line) називається снасть рухомого такелажу, за допомогою якого бокова шкаторина прямого вітрила виноситься до носа під вітер, запобігаючи його обстенюванню. Про корабель казали, що він «на тугому буліні» («on a taut bowline»), коли буліні натягнуті якомога тугіше, щоб забезпечити хід у крутий бейдевінд.

## Застосування
- У першу чергу — для отримання незатягуваної петлі.
- Використовується для створення петлі на кінці прямої мотузки.
- Для кріплення мотузки до кілець, вух тощо.
- Для обв'язування навколо опори (дерево, стовп, та ін.)
- Для зв'язування мотузок.
- Використовується на малих вітрильних суднах.
- Широко використовується в театрі.
- Широко використовується як рятувальний вузол, бо його можливо обв'язати навколо себе однією рукою.
- Використовується для страховки або підняття людей, зокрема в альпінізмі.
- Помічений в художньому фільмі «Ейр Америка» — саме з його допомогою персонаж Мела Гібсона взяв на зовнішню підвіску свого похмільного приятеля. Скаутський рух, у підготовку яких входить і в'язання вузлів (включаючи булінь), дуже популярний у США.

## Галерея

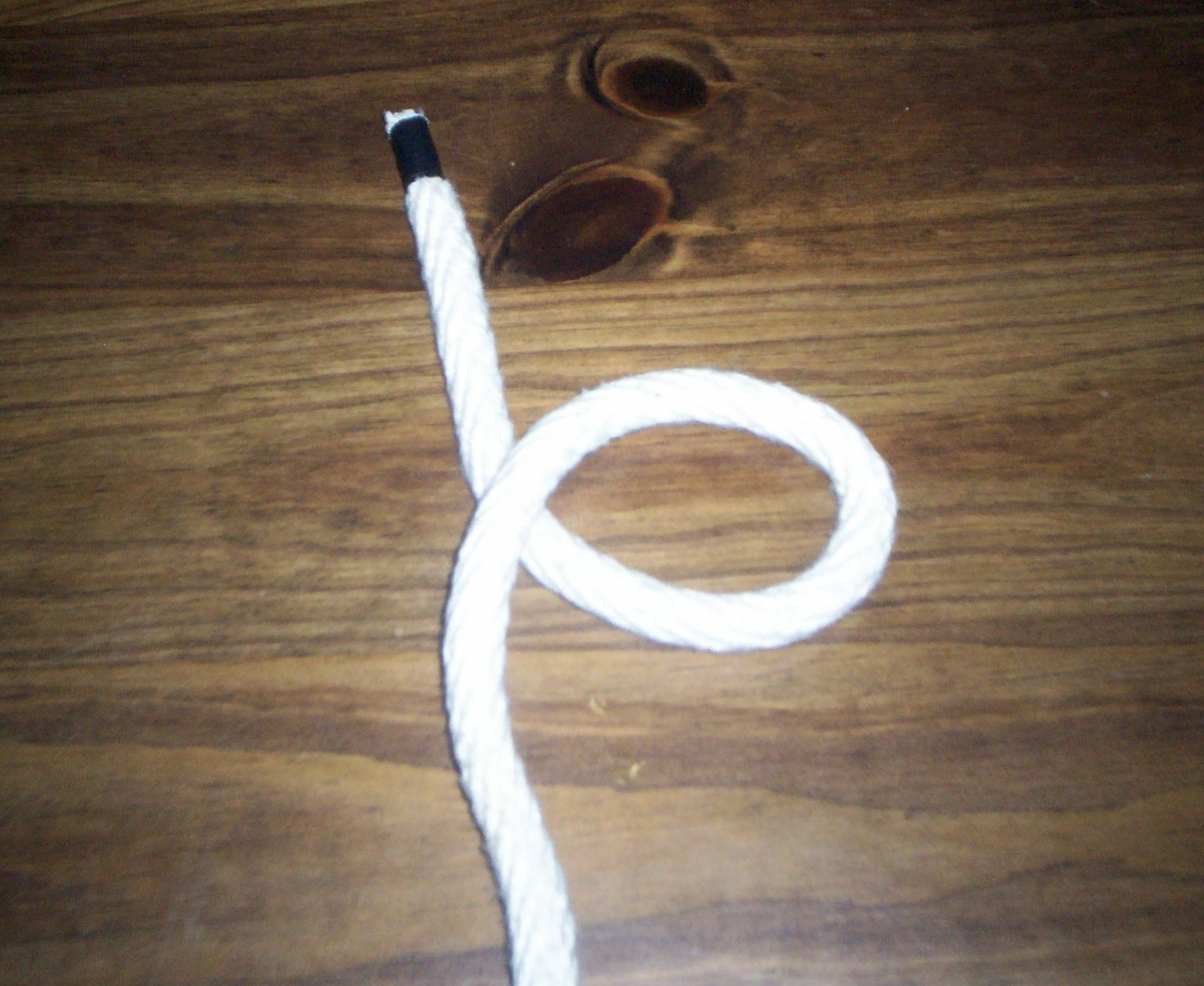
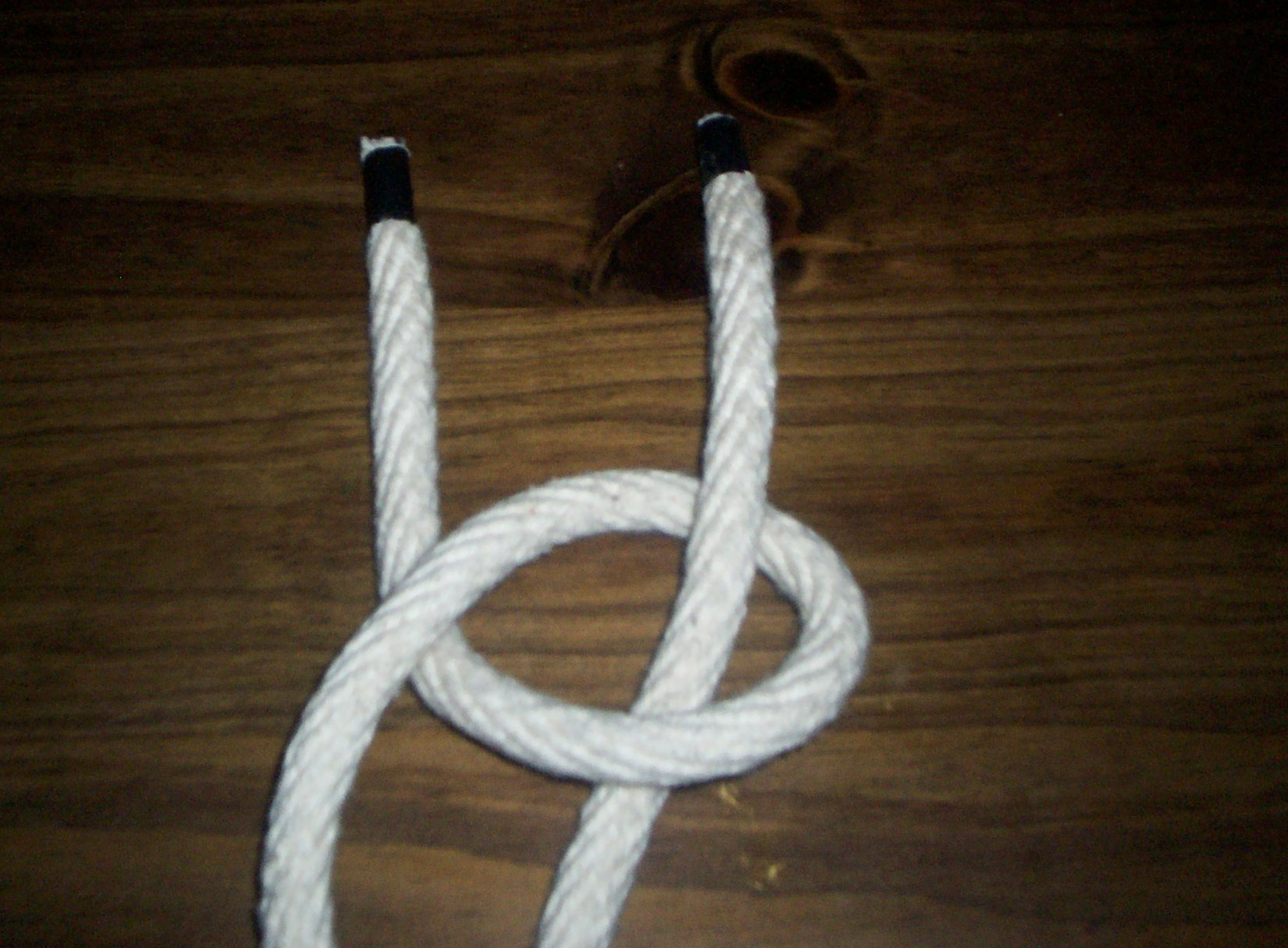
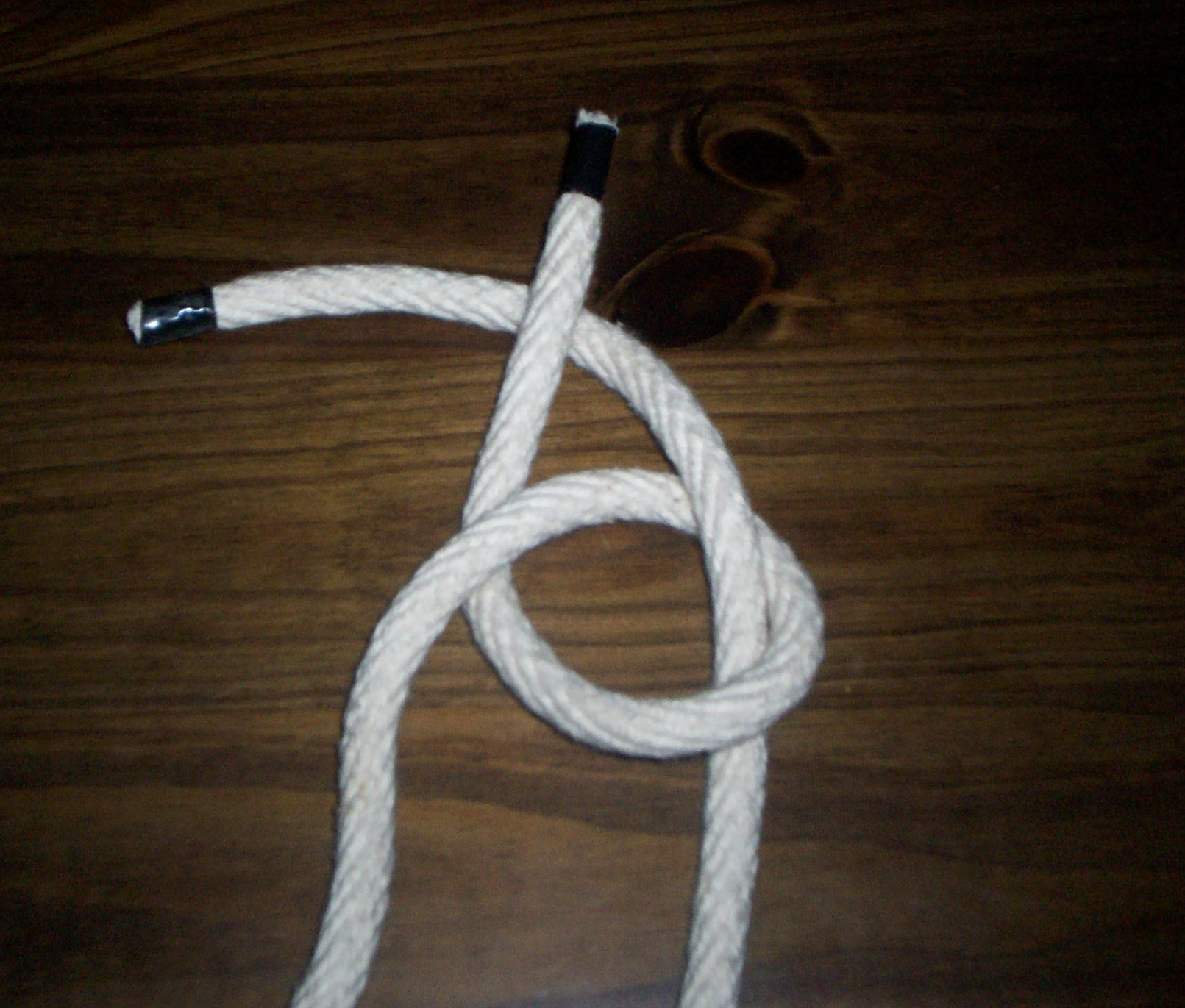
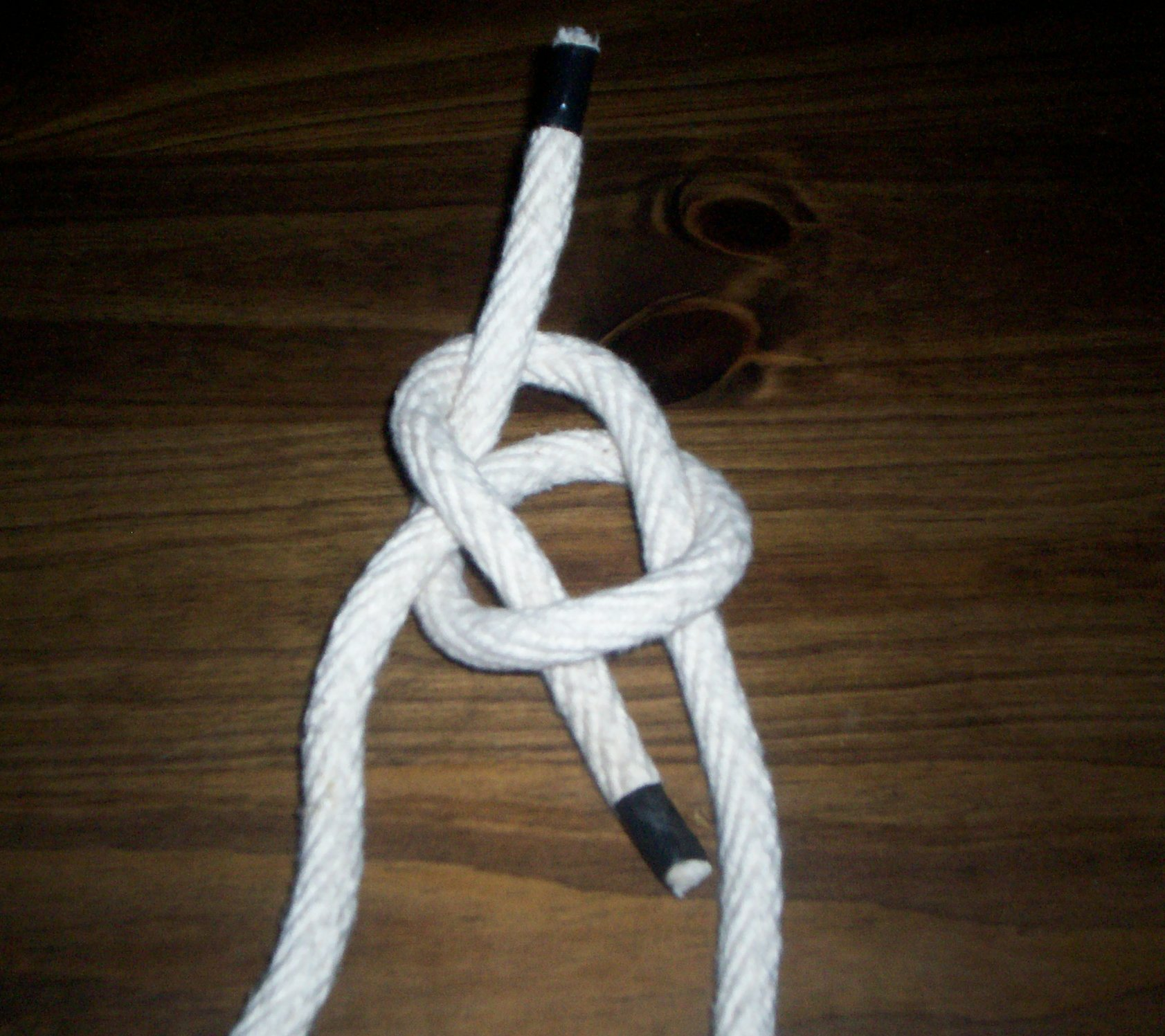